# Karel Vacek
Karel Vacek, né le 9 septembre 2000 à Prague, est un coureur cycliste tchèque. Son petit frère Mathias est également coureur cycliste.

## Biographie
En 2019, il rejoint la formation américaine Hagens Berman-Axeon, managée par Axel Merckx. Il y passe cependant une saison difficile, notamment en raison de problèmes de santé, et dispute peu de courses. Il décide ensuite de casser son contrat de deux ans avec Hagens Berman-Axeon pour rejoindre l'équipe Colpack-Ballan en 2020, qui évolue au niveau continental.
Il met un terme à sa carrière à l'issue de la saison 2024, à 24 ans.

## Palmarès sur route
- 2016
  - Coire-Arosa débutants
- 2017
  - 3e étape de la Course de la Paix juniors
  - 2e de Montichiari-Roncone
  - 2e du Giro della Castellania
- 2018
  -  Champion de République tchèque du contre-la-montre juniors
  - Trophée de la ville de Loano
  - 3e étape de la Course de la Paix juniors
  - 1reb (contre-la-montre) et 3e étapes du Giro della Lunigiana
  - 2e du Giro della Castellania
  - 2e du Saarland Trofeo
  - 2e du championnat de République tchèque sur route juniors
  - 2e des Tre Giorni Orobica
  - 3e du Trofeo Emilio Paganessi
  - 5e du championnat d'Europe sur route juniors
- 2022
  - Tour du Burgenland

## Résultats sur les grands tours

### Tour d'Italie
1 participation
- 2023 : 84e

## Classements mondiaux
| Année                                 | 2022  | 2023 | 2024  |
| ------------------------------------- | ----- | ---- | ----- |
| Classement mondial                    | 1732e | 590e | 2364e |
| UCI Europe Tour                       | 1133e | nc   | nc    |
|                                       |       |      |       |
| Légende : nc = non classéSource : UCI |       |      |       |